# ジェイムズ・ハガティ
ジェイムズ・キャンベル・ハガティ（英語: James Campbell Hagerty, 1909年5月9日 - 1981年4月11日）は、ドワイト・D・アイゼンハワー政権期（1953年 - 1961年）における唯一のホワイトハウス報道官である。スティーヴン・アーリーと共に、彼はこれまでで最も長く報道官の職に就いた。

## 生涯

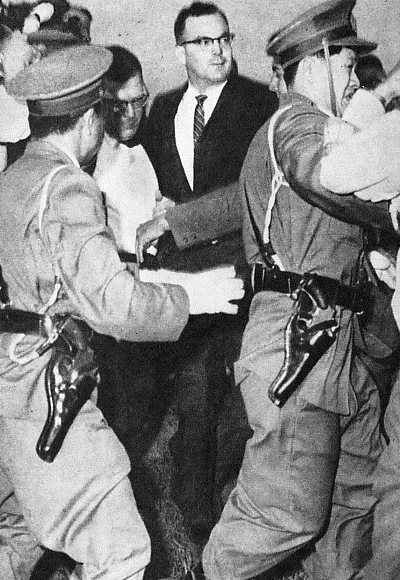
安保反対のデモ隊で車が立ち往生して、海兵隊ヘリに乗り換えるハガティ（中央の人物）。

ハガティはニューヨーク市ブロンクス区のエヴァンダー・チャイルズ高校に通い、ブレア・アカデミーを卒業した。同アカデミーには、高校での最後の2年間出席した。ニューヨーク・タイムズ記者を経て1944年・1948年の大統領選で共和党候補だったトマス・E・デューイのスポークスマンを務める。アイゼンハワーには大統領選時にスポークスマンを務め、政権獲得後にそのまま広報官に就任。報道官時代の1957年3月、テレビ番組『What's My Line』に出演した。
安保闘争当時の1960年6月10日、アイゼンハワー大統領訪日の日程を協議するため来日したものの、安保反対派のデモ隊に迎えの車を包囲されて立往生し、アメリカ海兵隊のヘリコプターで救出された「ハガチー事件」（当時の日本の報道機関の表記。肩書も「新聞係秘書」、「新聞秘書官」であった）の当事者である。結局アイゼンハワーの来日は中止となった。
ハガティの次の言葉は、よく引合いに出される。「ある日私は、ほとんど絶望し、座り込んで考えていた。誰かの手が私の肩を叩き、励ますような声でこう言った。『元気を出せよ。もっと悪くなる可能性だってあったんだからさ。』 そこで元気を出してみると、なるほど確かに事態はもっと悪くなった。」